# EARLY 7 ALBUMS
『EARLY 7 ALBUMS』（アーリー・セブン・アルバムス）は、槇原敬之の3作目のCD-BOX。2012年9月19日にワーナーミュージック・ジャパンから発売された。

## 解説
槇原の初期のアルバムで所属レコード会社がワーナーミュージック・ジャパンの頃の7作品を収録したCDボックス。通信販売限定。槇原公式HP通販、ワーナーミュージック・ダイレクト、Amazon.com、TOWER RECORDS ONLINE、HMV ONLINEサイト限定販売。
収納されている各アルバムは98年に限定発売された紙ジャケットと同様の仕様だが、高音質CD SHM-CD仕様で田中龍一による最新24bitデジタルリマスターが施されている。
同じリマスター音源を使用し同年11月14日に単独発売もされた。単独発売盤はSHM-CDではない通常のCD-DA、従来のジュエルケース仕様となっているほか、BOXに含まれない『太陽』『Home Sweet Home』『本日ハ晴天ナリ』の3作のリマスター盤も同時発売された。
BOX限定の別冊ブックレットには音楽評論家の小貫信昭と槇原の対談が掲載。

## 収録内容
1. 『君が笑うとき君の胸が痛まないように』（1990年）
2. 『君は誰と幸せなあくびをしますか。』（1991年）
3. 『君は僕の宝物』（1992年）
4. 『SELF PORTRAIT』（1993年）
5. 『PHARMACY』（1994年）
6. 『Ver.1.0E LOVE LETTER FROM THE DIGITAL COWBOY』 （1996年）
7. 『UNDERWEAR』（1996年）